# Петар Бубрешко
Петар Бубрешко (рођен 1910. године у Требињу, умро је 2006. у Сједињеним Државама) је био професор књижевности и командант позадинске службе у Требињском корпусу, Југословенске војске у отаџбини за време Другог светског рата.

## Биографија
Петар Бубрешко је завршио гимназију у Сарајеву. Студирао је у Београду и Греноблу, а на Сорбони у Паризу је студирао упоредну књижевност, као стипендиста француске владе од 1936. до 1939. Тада је спремио докторску тезу "Јован Дучић и Французи", није успео да је одбрани због избијања Другог светског рата. Петар Бубрешко је био професор француског језика у Требињској гимназији од 1940. до 1941.
За време априлског слома прелази у Бококоторски залив. После првог усташког геноцидног таласа, враћа се у Требиње, али га усташе хапсе. Био је три месеца у дубровачком затвору. После изласка из затвора ступа у четнике. Вршио је позадинске дужности у Требињском корпусу. Постаје шеф четничке пропаганде у Требињу и уредник "Гласа Косова". Касније је постављен за команданта Требињског среза, добио је чин капетана, али без писменог указа. Професор Бубрешко преживљава босанску голготу 1945. Године 1945. херцеговачки четници повлаче се према савезницима у групи војводе Павла Ђуришића. Тако се и професор Бубрешко са најмање 200 херцеговачких и црногорских војних и политичких првака, којима се прикључио и академик Драгиша Васић из Врховне команде, обрео у усташком концетрационом логору Стара Градишка. Бубрешко је заједно са капетаном Милошем Курешом успео да побегне, пред само погубљење.
У Аустрији и Немачкој борави у бројним избегличким логорима. 1950. године добио је папире за САД. Јован Ђоновић и Петар Бубрешко 1951. године објављују три посмртна дела Јована Дучића: "Стаза поред пута", "Моји сапутници", "Јутра са Леотара". Године 1953. постаје извршни секретар одбора Српске народне одбране у Чикагу, члан Уредничког одбора листа "Слобода" и Епархијског савета. На овим дужностима остаје до 1957, када се сели у Калифорнију, где ступа у брак са Лујзом (Лепосавом) Радановић. Године 1960. Петар Бубрешко је постављен за професора француског језика и књижевности у Сент Олаф Колеџу у Нортфилду, у Минесоти. Одатле, као стипендиста Лутеранске цркве у Америци, одлази у Квебек, где на канадском Лавел универзитету студира савремени француски роман и поново ради на докторској тези "Јован Дучић и Французи". Међутим, због „борбеног српског патриотизма“ Јована Дучића, утицајни католички лоби на овом универзитету не признаје рад професора Бубрешка. Ипак, постаје професор на Тексашком универзитету 1963. године. Предавао је француску књижевност до 1977. године, када је пензионисан. Умро је у 96. години.